# 命の恩人
『命の恩人』（原題:The Bodyguard）は「トムとジェリー」の作品の一つ。1944年7月22日公開。日本においてはパブリックドメインである。

## スタッフ
- 監督 - ウィリアム・ハンナ、ジョセフ・バーベラ
- 製作 - フレッド・クインビー(初公開版ではクレジット無し)
- 共同製作 - ウィリアム・ハンナ、ジョセフ・バーベラ(全員クレジット無し)
- 脚本 - ウィリアム・ハンナ、ジョセフ・バーベラ(全員クレジット無し)
- 作画 - ケネス・ミューズ(初公開版では、ケン・ハリス名義)　ピーター・バーネス、レイ・パターソン、アーヴン・スペンス、バーニー・ポスナー(クレジット無し)
- レイアウト - ハービー・アイゼンバーグ(クレジット無し)
- 音楽 - スコット・ブラッドリー
- 彩色プロセス - テクニカラー
- 録音システム - ウェスタン・エレクトリック
- 制作 - メトロ・ゴールドウィン・メイヤー・カートゥーン・スタジオ（英語版）
- 配給 - メトロ・ゴールドウィン・メイヤー

## 作品内容
いつものように追いかけっこをしているトムとジェリー。その最中に「助けてくれ!!」とジェリーを呼ぶ声が響き渡る。その声の主は、野犬狩りに捕まったスパイクだった。ジェリーは急いでスパイクを救出する。
間一髪で野犬狩りのトラックから解放されたスパイクは「ありがとう。君は命の恩人だ。もし君に何かあったら口笛を吹け。そうしたらいつでも駆けつける」とジェリーにお礼を言って去っていく。
それからというもの、ジェリーはトムに襲われる度に口笛を吹き、スパイクを瞬時に呼びつける。トムはどこからともなく現れるスパイクにコテンパンにされ（中には雌猫を呼ぼうと自ら口笛を吹いてスパイクを呼びつけてしまうパターンも）、ジェリーを追い回すことすらままならなくなってしまう。
業を煮やしたトムは、ゴム糊をつけた風船ガムをジェリーに食べさせる。するとジェリーは口笛が吹けなくなり、その隙にトムはジェリーに攻撃を仕掛ける。口笛どころか会話も封じられたジェリーは、トムに追いかけられつつもジェスチャーなどを使ってスパイクへ必死に訴えるが、あくまで「口笛」で助けを呼ぶことに固執するため全く助けようとしない。
やむを得ず逃げ続けるジェリーは最後の力を振り絞り、空気を大きく吸って吐く。口中に纏わり付いた糊は風船ガムのように膨らみ、トムが追い詰めたところで巨大風船は破裂。激しい暴風と共に鳴り響くジェリーの口笛。恐怖に陥ったトムは自ら墓穴を掘り遺書まで綴り死んだフリをするが、肝心のスパイクは一向に現れない。
ただならぬ空気を察したトムとジェリーの目に飛び込んだのは、再び野犬狩り（冒頭のトラックと異なり、檻はより厳重に施錠）に捕まり為す術もなく不貞腐れた顔で連行されるスパイクの姿だった。邪魔者がいなくなって安心したトムは再びジェリーを追い回し、ジェリーは必死に口笛を鳴らしつつスパイクが乗るトラックを追いかけるのだった。
本作はトムが勝利する数少ない作品の1つとなっている。

## 登場キャラクター
トム
いつものようにジェリーを追いかけるも、ジェリーが口笛を吹く度に幾度となくスパイクにやられてしまう。そこで今度はガムに糊をつけてジェリーの口笛を封じやりたい放題にする。ジェリーが再び口笛を出せるようになった時には死んだフリをするも、スパイクが再度野犬狩りに捕まったのを目撃したため安心し、ジェリーを追いかけた。
ジェリー
野犬狩りに捕まっていたスパイクを助け、彼からお礼に口笛を吹けと助言される。それからトムに追われるたびに口笛を吹いてスパイクを呼び難を逃れるが、トムに糊つきのガムを食べさせられたことで口笛が吹けなくなってしまう。その後はスパイクの助けを得ることができなかったため、自らの口を封じている糊ガムを巨大な風船にして割り、口笛を解放させるが、スパイクが再び野犬狩りに捕まってしまったため、スパイクに口笛を吹きながらトムから逃げるしかなかった。
スパイク
野犬狩りに捕まっていたところをジェリーに助けられ、「もし困ったことがあったら助けてやるからな」と助言した。ジェリーが口笛を吹くととんでもない速さで駆けつけトムを叩きのめすが、目の前でジェリーに助けを求められても口笛を吹かない限り取り合わないなど融通の利かない部分がある（ジェリーがジェスチャーで訴えた際には、単にじゃれていると思い込んでいた）。最後は再び野犬狩りに捕まり、落ち込みながらトムとジェリーの追いかけっこを眺めていた。
雌猫
通りかかった一匹の雌猫。彼女に惚れたトムが口笛を吹いてスパイクを呼んでしまい、自滅するきっかけを作ってしまった。

## その他
このエピソードは次作『猫はやっぱり猫でした』の前編である。ただ両話ともそれぞれ単独話として楽しめるようにストーリー構成されている。